# Parnassius hannyngtoni
Hannyngton's Apollo Parnassius hannyngtoni là một loài bướm ngày sinh sống ở vùng núi cao được tìm thấy ở Ấn Độ. It là một member of the Snow Apollo genus Parnassius of the Swallowtail (Papilionidae) family. Some sources also spell the name as P. hunnygtoni. It is named after Frank Hannyngton who obtained the specimen from the Chumbi Valley.

## Range
Northern slope of central Himalaya (Tibet). Previously known from the Chumbi Valley, Northern part of Ấn Độ (Sikkim) which currently is occupied by China. Bhutan (?).

## Status
Very rare. This butterfly is protected by law in Ấn Độ.